# Cerdeño
Cerdeño es un barrio de la ciudad de Oviedo, Asturias. Está dividido en una zona urbana que pertenece al distrito de San Lázaro y Otero, de 1 370 habitantes (2013) y otra zona rural perteneciente al distrito rural 2, con 174 habitantes (2013).
Cerdeño es una encrucijada entre la A-66, la A-66a y la N-634, por su buena comunicación es tradicionalmente una zona industrial, donde se encuentra ubicado el Polígono Industrial Espíritu Santo.
Cerdeño dispone de un Centro Integrado de Formación Profesional.
- Datos: Q19949790

1. ↑  Worldpostalcodes.org, código postal n.º 33010.